# 贝尔梅斯
贝尔梅斯，是西班牙安达卢西亚自治区科尔多瓦省的一个市镇。总面积207平方公里，总人口3695人（2001年），人口密度18人/平方公里。